# 전주남초등학교
전주남초등학교는 대한민국 전북특별자치도 전주시 완산구에 있는 초등학교다.

## 학교 연혁
- 1959.03.07 전주남국민학교 설립 인가
- 1960.05.01 개교기념일로 제정
- 1977.03.01 평화국민학교 분리
- 1984.03.26 병설유치원 설립
- 1996.03.01 전주남초등학교로 개명
- 2011.03.01 제23대 교장 박천수 부임
- 2015.02.13 제51회 졸업 107명(남-59명, 여-48명) 총 22,133명
- 2015.03.01 22학급(일반학급 21학급, 특수학급 1학급)